# Нголо

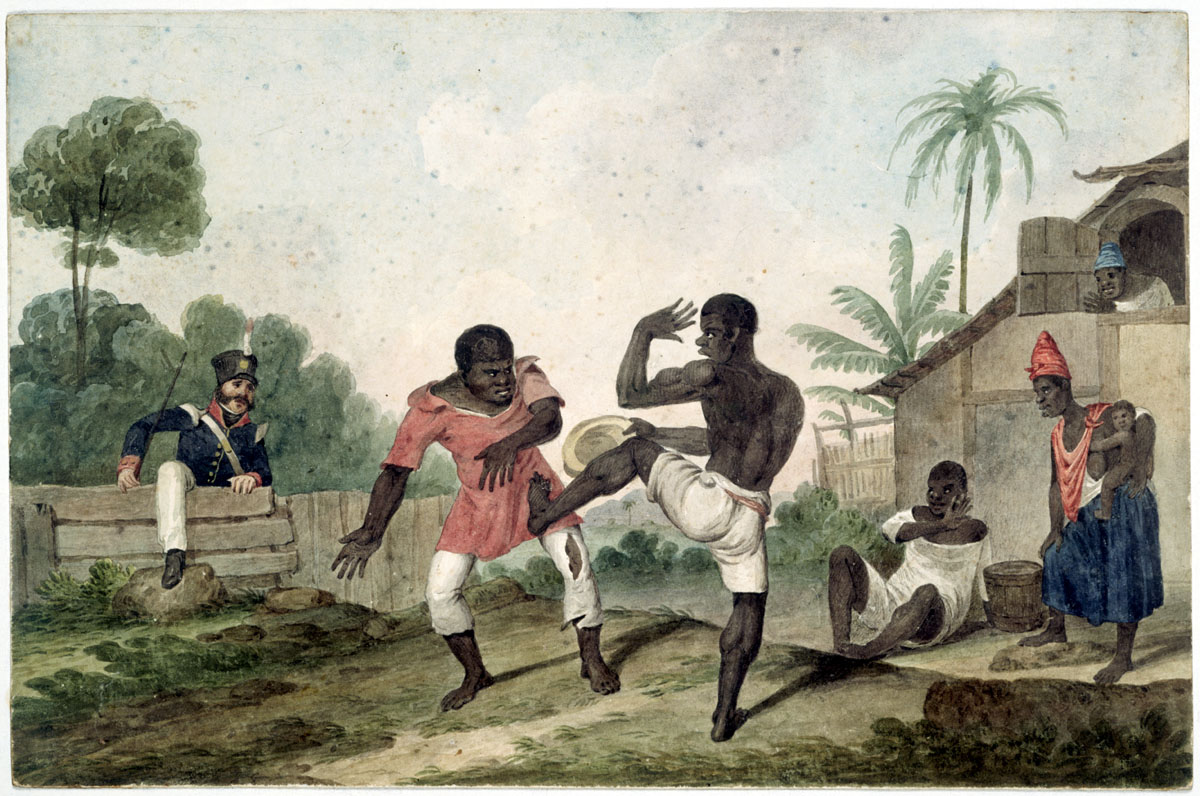
«Борющиеся негры». Картина художника Augustus Earle (1793—1838). 1822 год

Нголо (возможно написание «н’голо», однако оно гораздо менее распространено ввиду нечастого использования в русском языке апострофа) — танец-борьба африканских племён мазингас и камбиндас. Название переводится как «танец зебр».
 Современное региональное боевое искусство Анголы и Мозамбика.

## Культура танца. История

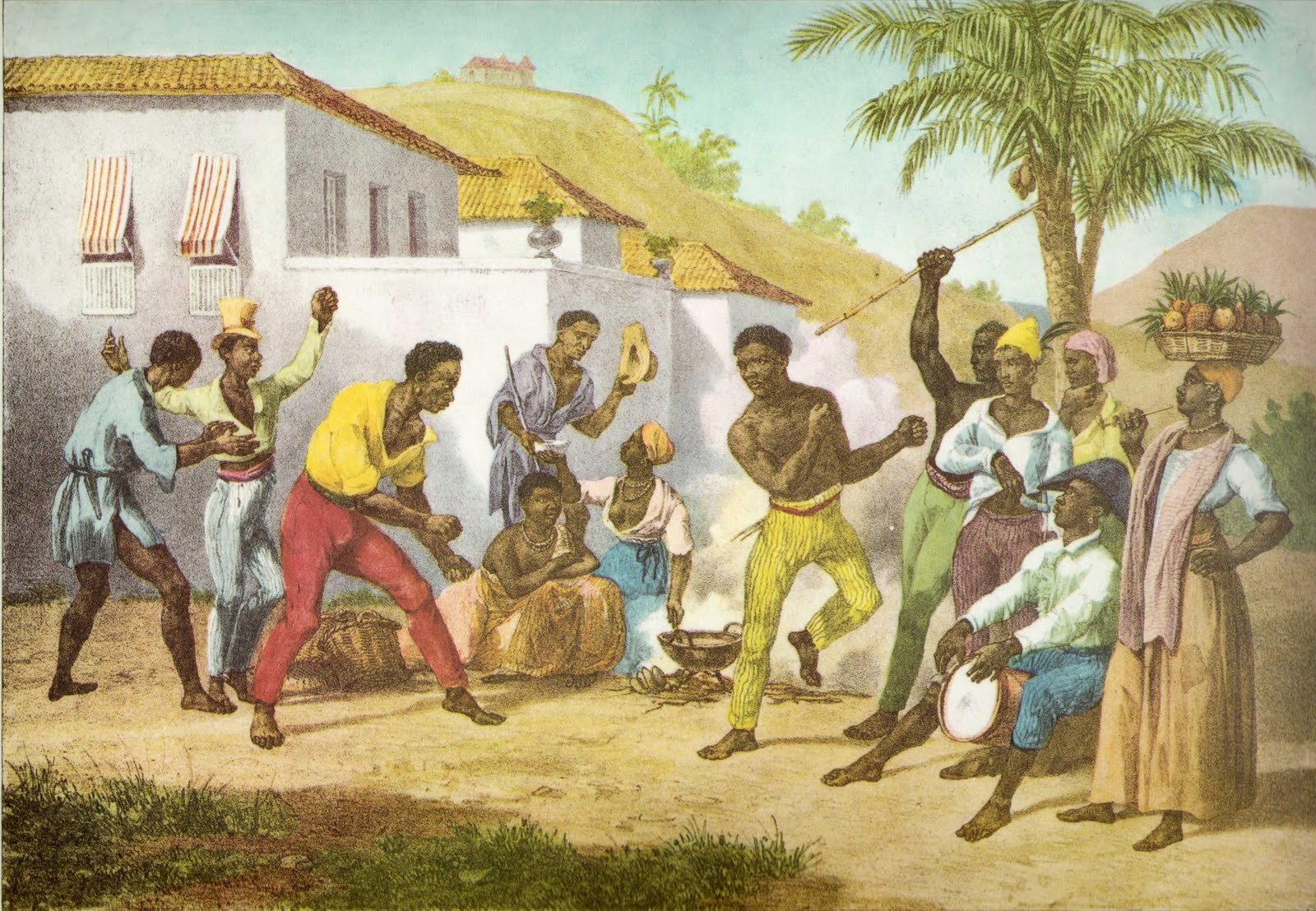
Бразильские рабы, танцующие нголо. Худ. Йоганн Мориц Ругендас, 1835 год

Движения нголо изображают движения сражающихся между собой зебр и является своеобразным поединком молодых воинов племени, наградой в котором служит право взять в жены любую девушку племени без уплаты за неё выкупа. В настоящее время нголо можно отнести к современным региональным боевым искусствам, данный вид единоборства распространён на территории Анголы и Мозамбика.
Завезенный в XVI—XVIII веках вместе с чернокожими рабами в регионы Латинской Америки, в частности, в Бразилию, нголо, по мнению многих учёных, послужил основной базой для развития гораздо более популярного в наши дни боевого искусства-танца — Капоэйры, и как частность, Капоэйры Ангола. Эти два вида борьбы связаны между собой крайне тесно, в настоящее время постоянно дополняя и развивая друг друга. Марио Барселос в своей книге «Аруанда» даёт следующее упоминание о нголо/капоэйре:
…Неподалёку от племени камбиндас (порт. cambindas), существовал другой народ, который играл в капоэйру. Это были мазингас (порт. mazingas) из Конго, которые были всегдашними соперниками с камбиндас в этом искусстве…

При этом Албано ди Невес и Соуза (порт. Albano de Neves e Souza)в своём письме из Анголы в Португалию прямо указывает на схожесть, утверждая полную тождественность внешних черт культур: 
Нголо — это капоэйра
Единственное музыкальное различие между капоэйрой и нголо, однако, достаточно существенное — нголо играется без сопровождения традиционной в капоэйре тройки беримбау — только под атабаке и пандейру.

## Распространение в Бразилии
К середине-концу XIX века нголо получил достаточно широкое распространение в порту Бенгела, а затем и по всей Бразилии, развившись в стиль борьбы с применением одних только ног, и применявшийся как в криминальном мире, так и в афробразильской среде — для атаки и для самообороны. Нголо и подобные ему культуры боевых искусств, по мнению некоторых ученых, могли быть использованы африканцами и афро-бразильцами для поднятия собственного духа и укрепления физического состояния в тяжелейших условиях рабовладельческой эксплуатации и жизни на плантациях. Выделились, со временем, три центра развития «нголо-капоэйры» — Ресифи, Рио-де-Жанейро, и территория всего штата Баия. В то время как в первых двух местах капоэйра была, скорее, жестокой нежели красивой, и игралась, в основном, без музыки, в Байе она становилась все более и более ритуализированной игрой, с ярко выраженным музыкальным элементом действия. Всё, что известно о капоэйре из Рио-де-Жанейро в 1900-е годы и раньше, взято из полицейских хроник, и эти отчёты не указывают, использовалась ли музыка при занятиях капоэйрой или нет. Одно известно точно — что полиция разыскивала капоэйристов по музыкальным инструментам беримбау, называемых в сводках маримбау.
В 2005—2006 годах местре Капоэйры Ангола Местре Кобра Манса завершил поездку по центрально-западному региону Африки, которую он совершил в поисках корней Капоэйры. Пребывая в Анголе и Мозамбике, из поездки им было вынесено много информации относительно нголо («танца зебр») и иных местных Африканских культурных традиций, которые были использованы в прошлом как базис для зарождения и последующего развития Капоэйры Ангола.